# Lasiopogon tuvinus
Lasiopogon tuvinus là một loài ruồi trong họ Asilidae. Lasiopogon tuvinus được Richter miêu tả năm 1977. Loài này phân bố ở vùng Cổ Bắc giới.